# Olivier Sverzut
Pas d'image ? Cliquez ici

a Compétitions nationales et continentales officielles uniquement.

Dernière mise à jour le 10 juin 2018.
Olivier Sverzut, né le 25 août 1975 à Agen, est un joueur français de rugby à XV qui évolue au poste de troisième ligne centre

## Carrière

### En club
- jusqu'en 1997[réf. nécessaire] : SU Agen
- 1997[réf. nécessaire]-2002 : US Dax
- 2002-2004 : SU Agen
- 2004-2005 : Amatori Catane
- 2008-2009 : AS Béziers
- AS Bédarrides
- US Tournon-d'Agenais

### En équipe nationale
- International universitaire[réf. nécessaire]
- International France A[réf. nécessaire]
- International rugby à sept[réf. nécessaire]